# Olive Dennis

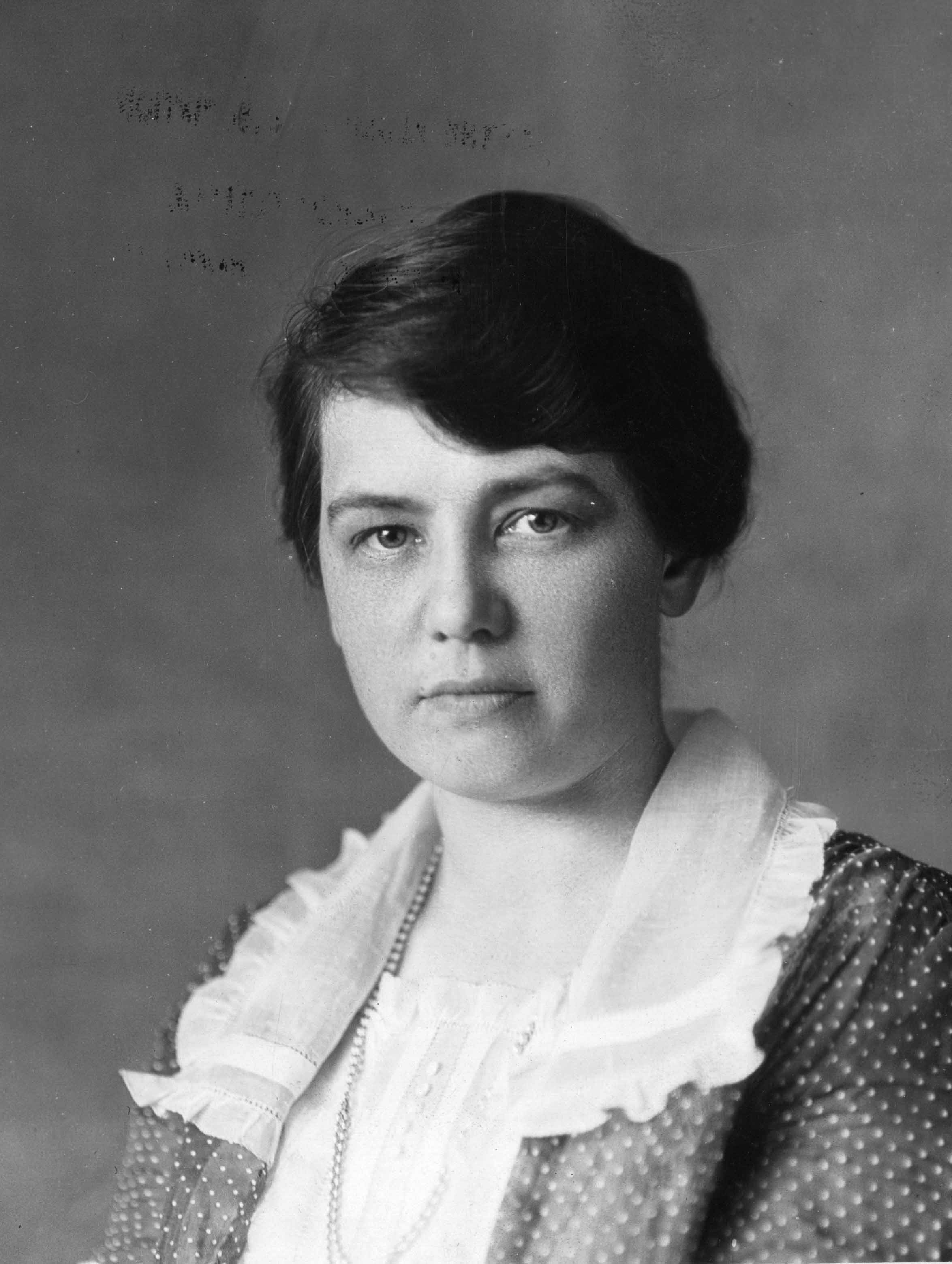
Olive Dennis als Studentin, 1908

Olive Wetzel Dennis (geboren am 20. November 1885; gestorben am 5. November 1957 in Baltimore) war eine US-amerikanische Bauingenieurin und Erfinderin. Zahlreiche Innovationen des amerikanischen Eisenbahnwesens im 20. Jahrhundert gehen auf sie zurück.

## Ausbildung
Olive Dennis erhielt einen Bachelor-Abschluss in Science and Mathematics am Goucher College in Baltimore County und einen Master-Abschluss in Mathematik und Astronomie an der Columbia University. Danach arbeitete zunächst als Mathematiklehrerin, während sie sich in Sommerkursen weiterbildete. Anschließend verbrachte sie ein Jahr an der Cornell University, wo sie 1920 ihren Abschluss in Bauingenieurwesen machte.

## Wirken als Ingenieurin
Im selben Jahr begann Dennis, für das Unternehmen Baltimore and Ohio Railroad zu arbeiten, zunächst als Zeichnerin in der Brückenbauabteilung. Ein Jahr später wurde sie damit beauftragt, das gesamte Zugsystem des Unternehmens zu evaluieren mit dem Ziel, das Reisen mit der Eisenbahn attraktiver für Frauen zu gestalten. Auf Dennis’ Empfehlung wurden verstellbare Sitze und ein Belüftungssystem eingeführt, das zu einer mechanischen Klimaanlage weiterentwickelt wurde, die erstmals 1930 in Betrieb genommen wurde. Weitere von Dennis angestoßene Verbesserungen waren Toiletten mit Papierhandtüchern und Seifenspendern sowie individuell verstellbare Leselampen. Dennis’ Aufmerksamkeit galt auch der Anbindung der Bahnhöfe an Flughäfen und an den lokalen Nahverkehr.
Olive Dennis wurde als erste Frau Mitglied der American Railway Engineering Association. Sie erhielt ein Patent für das von ihr entwickelte Ventilationssystem für Eisenbahnwagen und für das Design des in der Baltimore and Ohio Railroad verwendeten Porzellangeschirrs.
Viele der von Olive Dennis entwickelten Neuerungen beeinflussten auch das Design von Passagierflugzeugen, die um diese Zeit in Konkurrenz zur Eisenbahn traten, und gehören heute weltweit zum Standard im Passagierverkehr.

„No matter how successful a business may seem to be, it can gain even greater success if it gives consideration to the women’s viewpoint.“

„Wie erfolgreich ein Unternehmen auch scheinen mag, es kann noch größeren Erfolg erzielen, wenn es den Blickwinkel von Frauen berücksichtigt.“